# Henryk Michalski
Henryk Michalski (ur. 1924, zm. 16 stycznia 2019) – polski impresario muzyczny. 

## Życiorys
Z zawodu był aktorem. Po II wojnie światowej prowadził Wolski Teatr Rewii w Warszawie oraz organizował występy objazdowe grup estradowych po całej Polsce. Od 1965 mieszkał w USA, gdzie prowadził własną agencję impresaryjną American Arts, Cinema and Entertainment Enterprises, ściągając na występy wśród Polonii amerykańskiej czołowe gwiazdy polskiej estrady w tym między innymi Halinę Kunicką czy Jerzego Połomskiego, a także grupy teatralne Teatru im. Stefana Jaracza z Łodzi czy Teatru Współczesnego z Warszawy. Był również udziałowcem emigracyjnego Nowego Dziennika.
Za zasługi na polu krzewienia i promocji kultury polskiej w USA został wyróżniony między innymi Krzyżem Kawalerskim Orderu Odrodzenia Polski oraz Złotą Odznaką „Zasłużony dla Kultury Polskiej”. Odznaczony także Krzyżem Armii Krajowej i Krzyżem Powstania Warszawskiego. Wystąpił również w filmie dokumentalnym Bohdana Kezika pt. Impresario zawód nieznany. 
Został pochowany na nowym cmentarzu na Służewie przy ul. Wałbrzyskiej w Warszawie.